# Antoine Darquier de Pellepoix
Antoine Darquier de Pellepoix, francoski astronom, * 23. november 1718, Toulouse, Francija, † 18. januar 1802, Toulouse.

## Življenje in delo
Darquer je s 64 mm refraktorjem opazoval Sončeve pege in druge pojave na nebu. Svoja opazovanja med letoma 1748 in 1773 je leta 1777 v Avignonu objavil v delu Astronomska opazovanja iz Toulousa (Observations Astronomiques faites a Toulouse). Leta 1779 je pri opazovanju kometa, ki ga je odkril Bode, s pomočjo istega daljnogleda prvi opazil znamenito planetarno meglico, Obročasto meglico M57 (NGC 6720), ki leži na 2/5 poti med β in γ Lire  in je gotovo med najbolj znanimi telesi na poletnem nebu, čeprav ni tako svetla. Postala je simbol za vse planetarne meglice. Darquier jo je opisal kot »... krožni disk medle svetlobe, velik kot Jupiter.« Šibko središčno zvezdo, belo pritlikavko z navideznim sijem 15,8m obkroža krogelna lupina zelo razredčenih plinov. Prstan meglice znaša skoraj svetlobno leto ali 70 ločnih sekund v premeru. Zvezda, ki je spočela to meglico, je na meji vidljivosti ljubitelskih daljnogledov. Vzrok za to je seveda tudi v tem, da zvezdo gledamo skozi debelo plast plinov. Odkril jo je leta 1800 nemški astronom Friedrich von Hahn (1742 – 1805). M57 ima navidezni sij 8,8m in je od nas oddaljena 2300 svetlobnih let.
Leta 1781 je Darquier med prvimi opazoval planet Uran in izračunal tudi njegovo tirnico.
Med letoma 1791 in 1798 je izdelal obširni zvezdni katalog, ki ga je de Lalande vključil v svoj velik katalog Histoire celeste française, objavljen leta 1801, z legami 47.000 zvezd. Darquier je prevedel tudi Lambertovo delo Kozmološka pisma (Cosmologische briefe) iz leta 1761.
1. 1 2  data.bnf.fr: platforma za odprte podatke — 2011.
2. ↑  Roglo — 1997.